# Hina Rabbani Khar

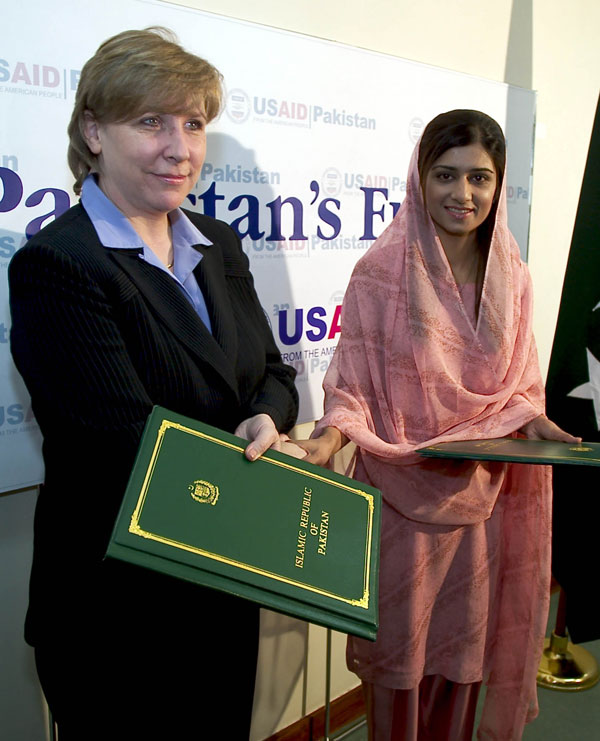
Rabbani till höger

Hina Rabbani Khar, född 19 januari 1977 i Multan, Punjab, Pakistan, är en pakistansk politiker. Hon tillhör Pakistans folkparti (PPP) och var mellan 2011 och 2013 landets utrikesminister. Hon är den hittills yngsta och den första kvinnan som haft denna post i Pakistan.
Hon är dotter till politikern Ghulam Noor Rabbani Khar och brorsdotter till affärskvinnan Ghulam Mustafa Khar. Hon tog en examen vid universitetet i Lahore 1999 en examen vid University of Massachusetts 2001. 
2002 blev hon invald i parlamentet för Pakistanska muslimska förbundet – Q (PML-Q), men efter en mandatperiod bytte hon parti till PPP. 2008 blev hon minister i Yousaf Raza Gilanis regering och efter att Shah Mahmood Qureshi blivit avsatt i februari 2011 blev hon först tillförordnad utrikesminister innan hon officiellt tog över posten i juli samma år.